# Daimler-Motoren-Gesellschaft
Die Daimler-Motoren-Gesellschaft (DMG) war ein deutsches Unternehmen in der Automobilindustrie, gegründet im württembergischen Cannstatt, später mit Werken in Stuttgart-Untertürkheim und Berlin-Marienfelde. Der Sitz des Unternehmens war zuletzt Berlin. Sie war eines der Vorläuferunternehmen der Daimler-Benz AG.

## Geschichte

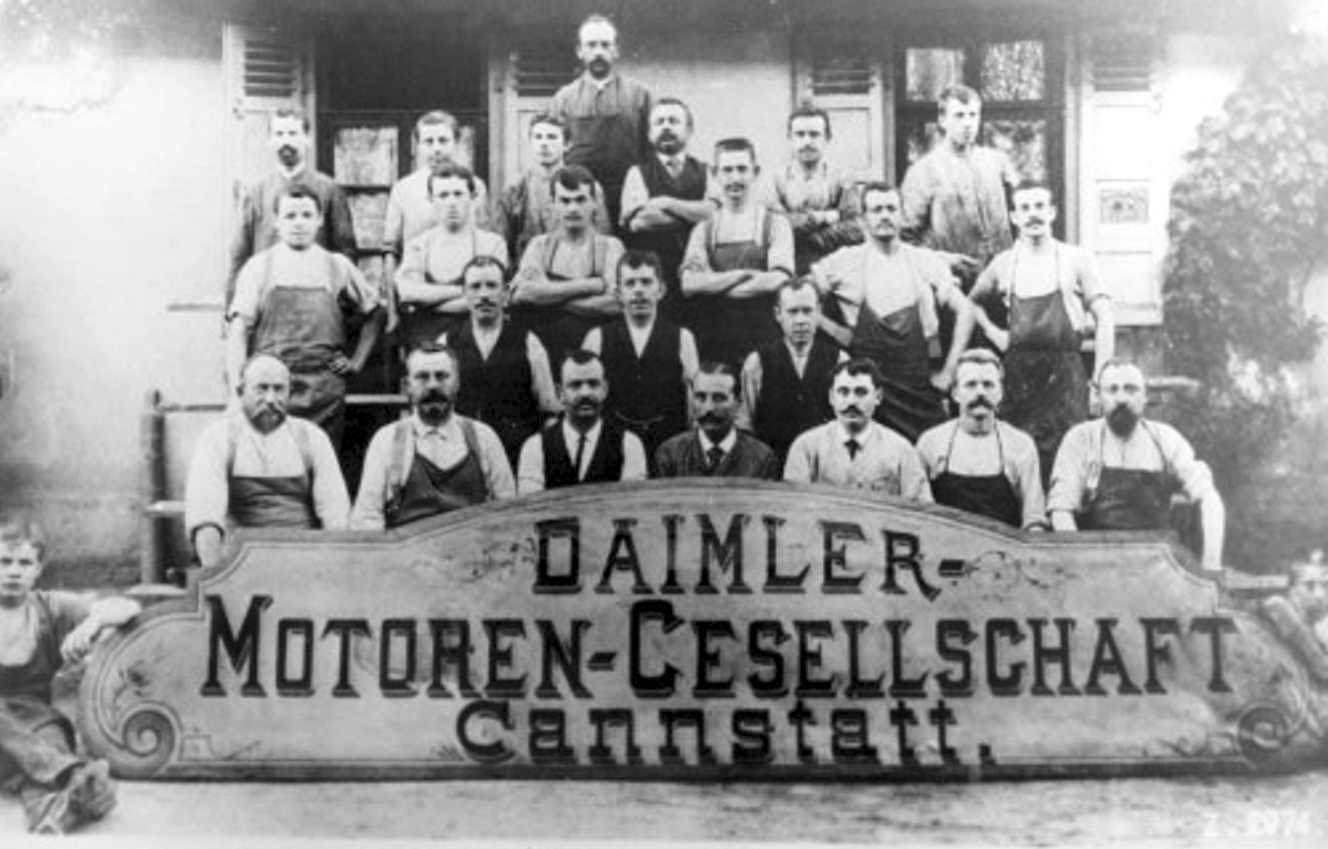
Mitarbeiter der Daimler-Motoren-Gesellschaft in Cannstatt

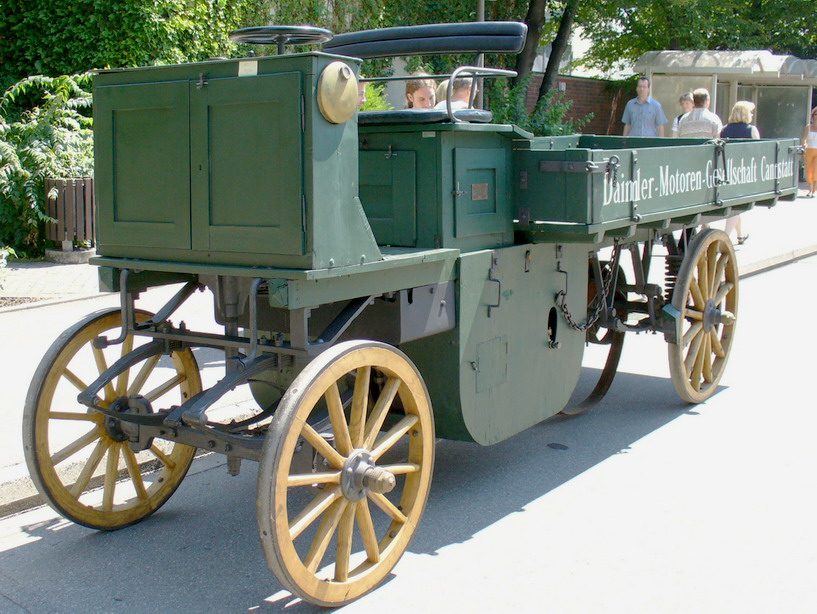
DMG-Lastkraftwagen, 1896

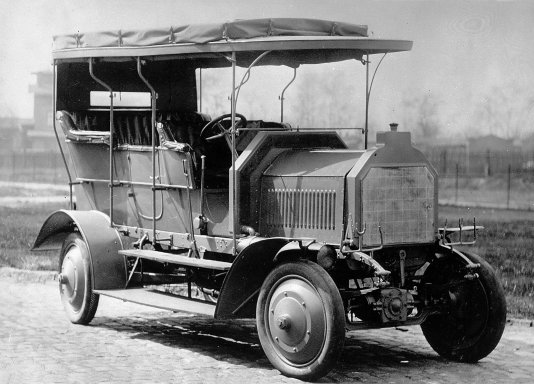
Dernburg-Wagen, 1907

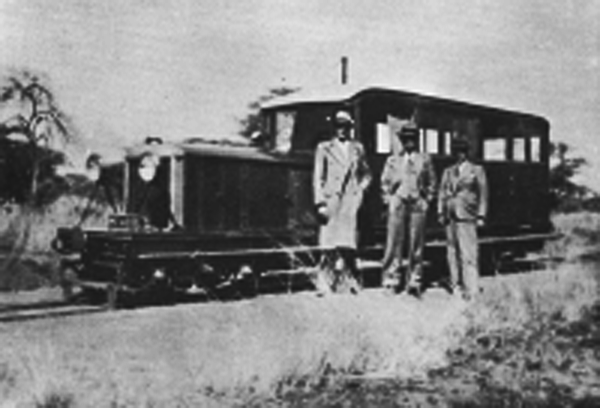
Schmalspur-Dieseltriebwagen der Otavibahn von 1914, Höchstgeschwindigkeit 138 km/h

1887 kaufte Gottlieb Daimler ein Grundstück mit Werksgebäuden der ehemaligen Vernicklungsanstalt Zeitler & Missel auf dem Grundstück Ludwigstraße 67 (heute Kreuznacher Straße) im Cannstatter Stadtteil Seelberg, im November 1890 gründete er dort mit den finanzkräftigen Partnern Max Duttenhofer und Wilhelm Lorenz die Daimler-Motoren-Gesellschaft (DMG). Max Duttenhofer und Wilhelm Lorenz brachten je 200.000 Mark ein und Gottlieb Daimler seine Fabrikationsanlagen, Patente und Inventarwerte. Wilhelm Maybach wurde Chefkonstrukteur. Doch bereits am 11. Februar 1891 verließ er wieder das Unternehmen und entwickelte weiter mit Daimler privat. Ab 1893 baute die DMG Schienentriebwagen für Württemberg, die Schweiz und Ungarn in Cannstatt (s. a. Illustrierte Zeitschrift für Klein- und Strassenbahnen und 1887 die Ausstellungsbahn „Daimler-Wagonnet“ im Mercedes-Benz-Museum in Stuttgart-Untertürkheim). Das erste Modell vom Dezember 1893 hatte 24+8 Plätze und einen 14-PS-4-Zylinder-Verbrennungsmotor. Am 10. Oktober 1894 trennte sich Gottlieb Daimler von der DMG und widmete sich zusammen mit Wilhelm Maybach der Weiterentwicklung des Automobils. Auf Drängen von Frederick R. Simms wurden im November 1895 Daimler und Maybach wieder zurück zur DMG geholt.
1896 wurde der erste von einem Verbrennungsmotor getriebene Lastkraftwagen der Welt bei der DMG gebaut und nach Großbritannien geliefert. Im März 1900 starb Gottlieb Daimler. Im selben Jahr wurden 185.000 m² neues Gelände für eine neue Motorenfabrik in Untertürkheim gekauft.
Am 29. Juli 1902 übernahm die Daimler-Motoren-Gesellschaft die Motorfahrzeug- und Motorenfabrik Berlin AG (MMB) in Marienfelde bei Berlin als Zweigniederlassung, nachdem bereits 1899 von Vorstandsmitgliedern der DMG die in Marienfelde ansässige Motorenfabrik Adolf Altmann & Co. zum Bau von Motorwagen nach System Daimler genutzt wurde. Im Jahr 1902 ließ die DMG den Namen „Mercedes“ als patentamtlich geschützten Markennamen eintragen. 1903 wurden für die Great Western Railway fünf Schienenbusse mit 16 PS, einer Geschwindigkeit von 25 km/h und einer Transportkapazität bis 22 Personen gebaut.
Ein Großbrand in den Werkshallen in Cannstatt zerstörte 1903 alle Produktionsmaschinen und 93 fertige Mercedes-Fahrzeuge; als Notlösung begann die Produktion im Dezember 1904 vorzeitig im Werk Untertürkheim. Im folgenden Jahr fand der vollständige Umzug von Cannstatt nach Untertürkheim statt. 1907 wurde bei der DMG das „erste Personenfahrzeug mit Allradantrieb für den Alltagsbetrieb“ konstruiert, der so genannte Dernburg-Wagen, nachdem das niederländische Unternehmen Spyker 1903 mit dem Spyker 60 H.P. das erste allradgetriebene Automobil mit Verbrennungsmotor als zweisitzigen Rennwagen vorgestellt hatte. 1909 wurde der Dreizackstern, das Symbol des Unternehmens, vom Künstler Otto Ewald gestaltet und Daimler zur Verfügung gestellt. An der Börse in Stuttgart wurden die Aktien der Daimler-Motoren-Gesellschaft 1911 eingeführt.
Seit 1909 beschäftigte man sich bei der DMG mit der Entwicklung und dem Bau serientauglicher Flugmotore. 1912 berichtete man von einem 115-PS-4-Zylinder-Flugzeugmotor, 50-PS - und 75-PS-Flugmotoren, einer Serie von 30–240-PS-Ballonmotoren sowie 8-Zylinder-Motoren für die Schütte-Lanz-Luftschiffe in Mannheim. Um der wachsenden Bedeutung der Luftrüstung bei Ausbruch des Ersten Weltkriegs gerecht zu werden, erfolgte 1915 der Aufbau einer eigenen DMG-Flugzeugbau-Abteilung. Hierfür errichtete die DMG in Sindelfingen im Sommer 1915 ein eigenes Werk, dessen Gelände unmittelbar an den Militärflugplatz Böblingen angrenzte. Im DMG-Flugzeugbau entstanden während des Krieges zunächst Groß- und Riesenflugzeuge, die in Lizenz für die Flugzeugbau Friedrichshafen gebaut wurden. Ab 1918 entstanden eigene Jagd- und Beobachterflugzeuge mit Daimler V8-Motoren, die aber nicht mehr in Serie gebaut wurden.
Um das DMG-Werk Untertürkheim weitgehend für die Motorenproduktion frei zu machen, erfolgte ab Herbst 1915 auch die Verlagerung der Automobilproduktion von Untertürkheim nach Sindelfingen. Nach dem Ersten Weltkrieg wurde der Flugzeugbau in Sindelfingen weitgehend eingestellt. Das Werk Sindelfingen konzentrierte sich mit seiner Serienfertigung auf den Karosseriebau. Mit einer Reihe von Versuchsflugzeugen entwickelte sich der DMG-Flugzeugbau zwischen 1919 und 1925 zur Wiege des auflebenden deutschen Leicht- und Sportflugzeugbaus. Der DMG-Flugzeugbau wurde 1926 an die Leichtflugzeugbau Klemm GmbH verkauft. 1922 wurde der Unternehmenssitz der DMG von Untertürkheim nach Berlin verlegt. Die Inflation veranlasste die DMG, eigenes Notgeld herauszugeben. 1926 erfolgte die Fusion mit Benz & Cie. zur Daimler-Benz AG.

### Einschätzung des Daimler-Motors 1896

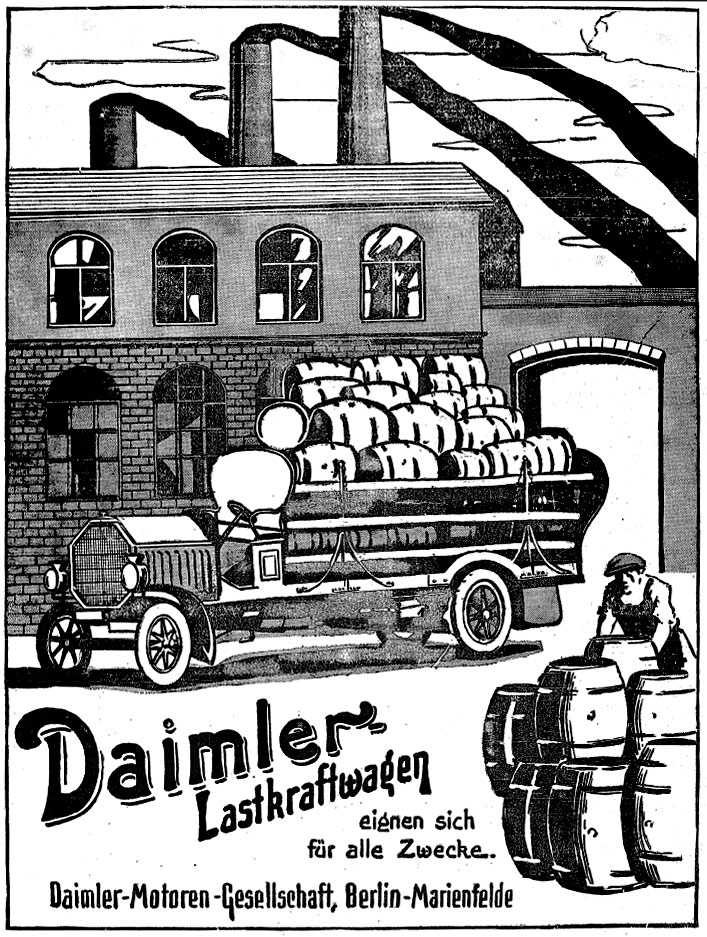
Werbung für Daimler-Lastkraftwagen, 1913

Das Brockhaus’ Konversationslexikon lobte den Daimlerschen „Petroleummotorwagen“ 1896 über alle Maßen und ging insbesondere auf den Motor selbst ein (mit „M.“ meint der Artikel den Motorwagen):

„Als Hauptförderer der Petroleummotorwagen ist Daimler in Cannstatt zu bezeichnen, welcher 1885 mit dem ersten brauchbaren Petroleummotorwagen an die Öffentlichkeit trat. Schon 1883 war ihm der für diese M. konstruierte eigenartige Motor patentiert worden. Seitdem stieg auch das öffentliche Interesse für M. und kam in jüngster Zeit dadurch zum Ausdruck, daß man internationale Wettfahrten mit M. veranstaltete, so in Paris im Juli 1894 (Distanz Paris–Rouen); in Turin im Mai 1895 (Distanz Turin–Asti); in Paris im Juli 1895 (Distanz Paris–Bordeaux); Paris vom 24. Sept. bis 3. Okt. 1896 (Distanz Paris–Marseille und zurück). Auf allen vier Wettfahrten erhielten die Daimlerschen Konstruktionen die ersten Preise. Die Strecke der letzten Fahrt (1728 km) wurde in 67 Stunden 42 Min. zurückgelegt. […] Als Beispiel eines Petroleummotorwagens sei die neueste Konstruktion einer Cannstatter Petroleummotorkutsche beschrieben. Das Bemerkenswerte der Daimlerschen M. ist vor allen Dingen der Motor selbst. Bei demselben geschieht die Zündung selbstthätig an einer heißen Stelle der Wandung, wodurch alle Teile der sonst gesteuerten Zündung fortfallen: deshalb ist der Motor sehr widerstandsfähig gegen Erschütterungen und daher weniger reparaturbedürftig als die andern mit gesteuerter Zündung arbeitenden Motoren; auch eine größere Tourenzahl und damit kompendiöserer Bau ist durch die Selbstzündung erzielt. Diese Vorzüge des Daimlermotors sind, wie das Ergebnis aller Wettfahrten beweist, seither unübertroffen.
Die neueste Type "Phönix" dieses Motors hat noch die bemerkenswerte Eigenschaft, daß sich der Petroleumverbrauch selbstthätig dem Kraftbedarf anpaßt, wodurch die Garantie für einen billigen Betrieb geboten wird. […] Die […] Geschwindigkeiten bewegen sich in den Grenzen zwischen 5 und 25 km pro Stunde, und es können Steigungen bis 15 Proz. genommen werden. Der Petroleumvorrat reicht für eine Fahrt von 200 km. Die Vorbereitungen zu einer Fahrt dauern 1–2 Minuten. Die Kosten eines zweisitzigen Wagens mit zwei- bez. dreipferdigem Motor betragen 3800 bez. 4200 Mk; ein viersitziger Wagen mit vierpferdigem Motor kostet 4600 bez. 5000 Mk. Ein Daimlerwagen braucht pro Pferdekraft und Stunde etwa ½ kg Benzin (12 bis 18 Pf.). Die Zahl der mit dem Daimlerschen Motor ausgerüsteten M. beträgt etwa 350.“

## Werk Berlin-Marienfelde
1898 beteiligten sich die DMG an dem Maschinenbauunternehmen von Adolf Altmann in Berlin, was zur Gründung der Motorfahrzeug- und Motorenfabrik Berlin (MMB) führte. Die MMB erhielt einen Lizenzvertrag für sämtliche Patente der DMG. 1899 verlegte die MMB ihren Sitz nach Berlin-Marienfelde. Neben Verbrennungsmotoren und Kraftfahrzeugen wurden hier auch Fahrzeuge mit Batterie-elektrischem Antrieb hergestellt.
Am 2. Oktober 1902 übernahm die Daimler-Motoren-Gesellschaft (DMG) die marode Motorfahrzeug- und Motorenfabrik Berlin AG in Marienfelde. Am Anfang wurden neben Fahrzeugen für Lkw- und Bus-Aufbauten auch noch Boots- und Schiffsmotoren gebaut. Während des Ersten Weltkriegs wurde 1917/1918 der erste deutsche Panzer A7V in Marienfelde entwickelt und gefertigt.

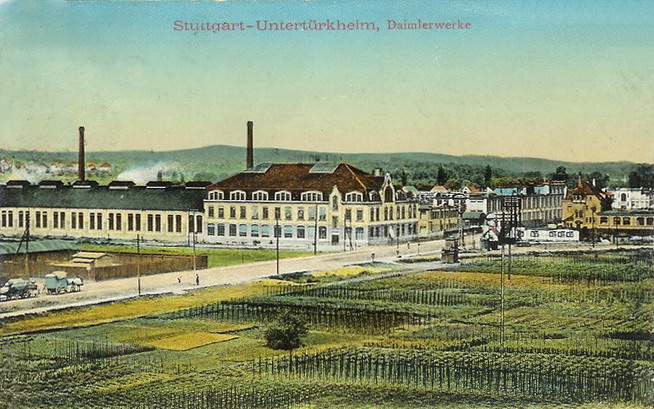
Werk Untertürkheim 1911

## Werk Untertürkheim
Das Verhandlungsgeschick des Untertürkheimer Schultheiß Eduard Fiechtner mit Gottlieb Daimler und Wilhelm Maybach gab 1900 den Ausschlag, dass die DMG nach Untertürkheim kam und nicht nach Schorndorf ging. Fiechtner garantierte Daimler einen Gleisanschluss und Elektrizität aus dem neu gebauten Wasserkraftwerk. Am 15. August 1900 unterzeichneten Vertreter der Gemeinde und des Automobilunternehmens den Kaufvertrag über 185.000 Quadratmeter Baugebiet im Untertürkheimer Gewann Kies.
Mitte 1904 bis Anfang 1905 zog die Daimler-Motoren-Gesellschaft vom Cannstatter Seelberg nach Untertürkheim um. Auf einer Grundfläche von 45.000 Quadratmetern entstanden eine Schmiede, ein Arbeiterunterkunfts- und Verwaltungsbau, ein Sheddachbau, die Werkstätte für Bremsen- und Klempnerarbeiten und schließlich der sogenannte Betonbau für insgesamt 2200 Beschäftigte.

## Werk Sindelfingen
1914 wurde der Bau des dritten Werks in Sindelfingen beschlossen, das schon im Herbst 1915 den Betrieb aufnahm. Im Werk Sindelfingen wurden hauptsächlich Flugzeuge und Flugmotoren (siehe auch: Mercedes D III) produziert, zu diesem Zweck verfügte das Werk über eine Start- und Landebahn.

## Austro-Daimler
Austro-Daimler ist die Kurzbezeichnung für das ehemalige österreichische Tochterunternehmen der Daimler-Motoren-Gesellschaft in Wiener Neustadt.

## Bilder

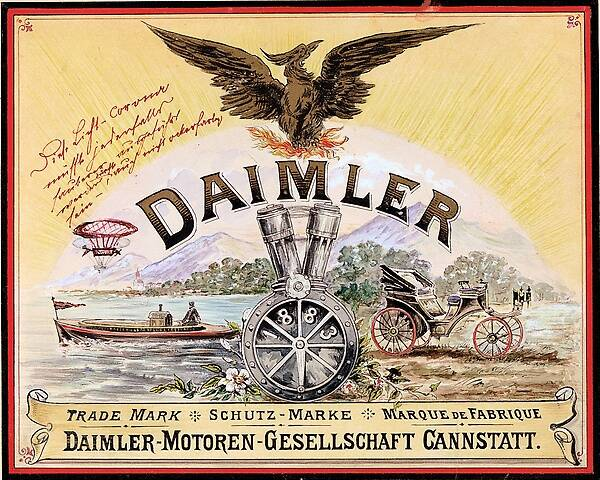
Werbeplakat für DMG, um 1890
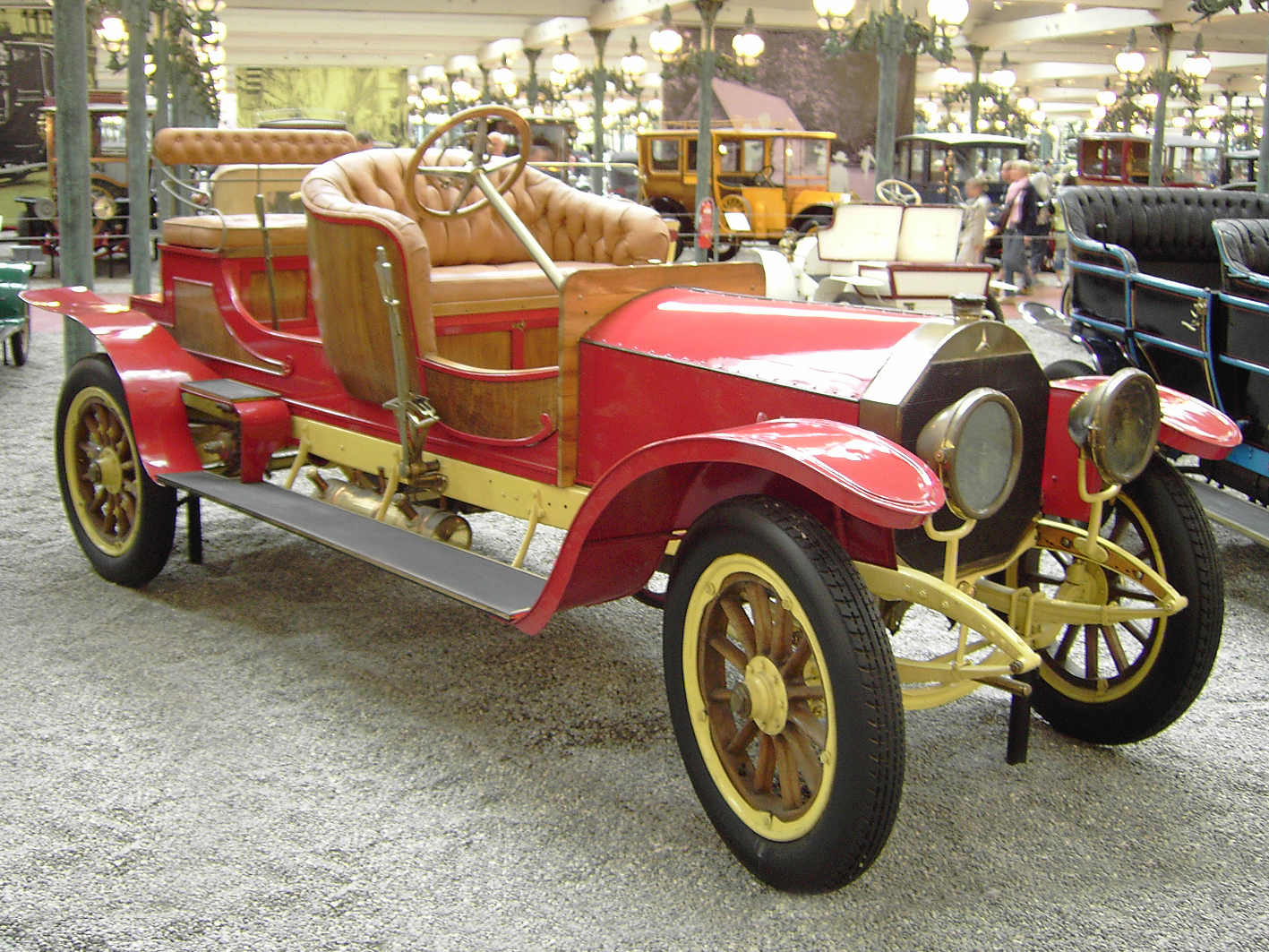
28/50-PS-Doppelphaeton von 1905 in der Cité de l’Automobile in Mülhausen
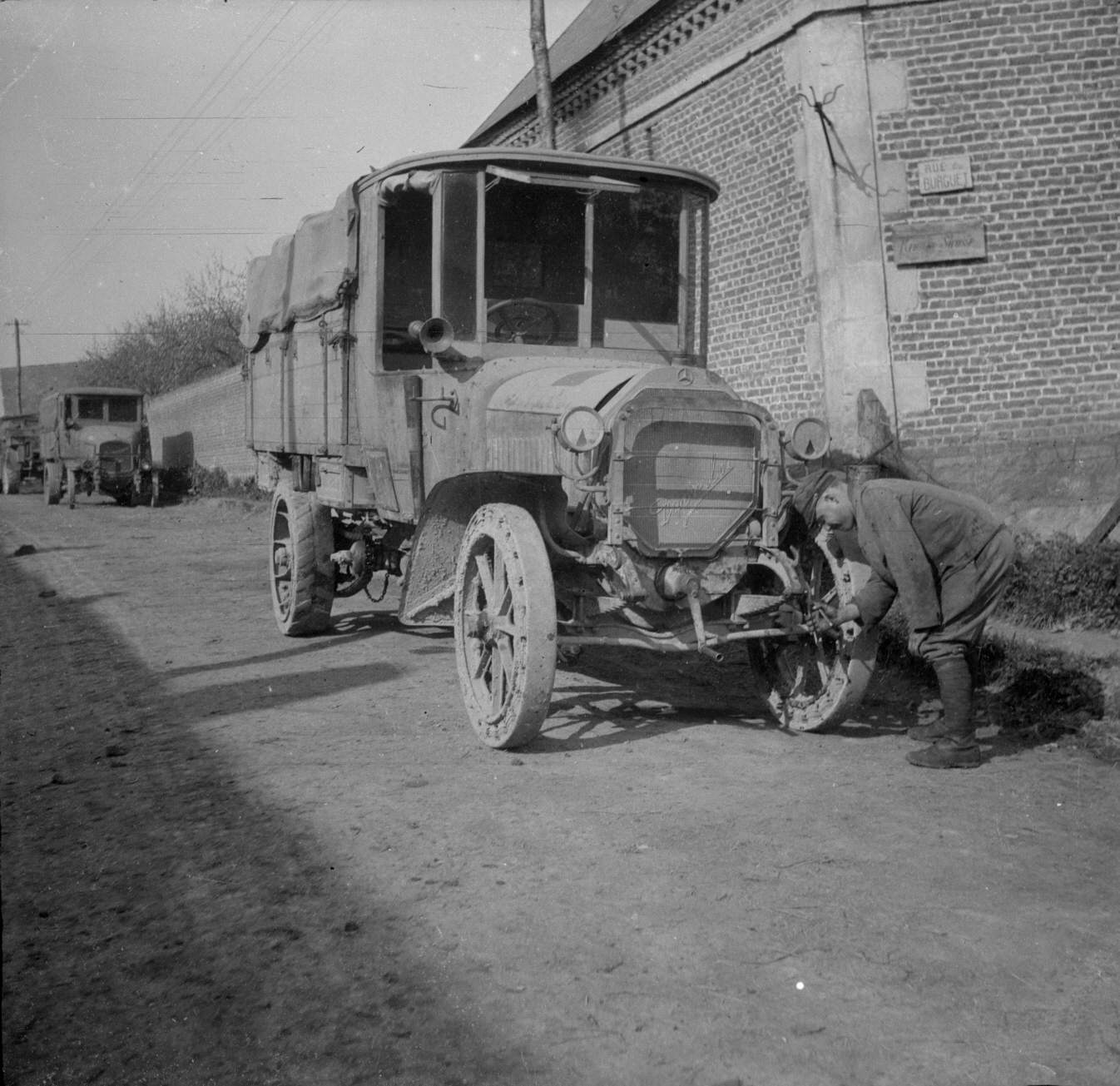
Daimler-Transporter, um 1918
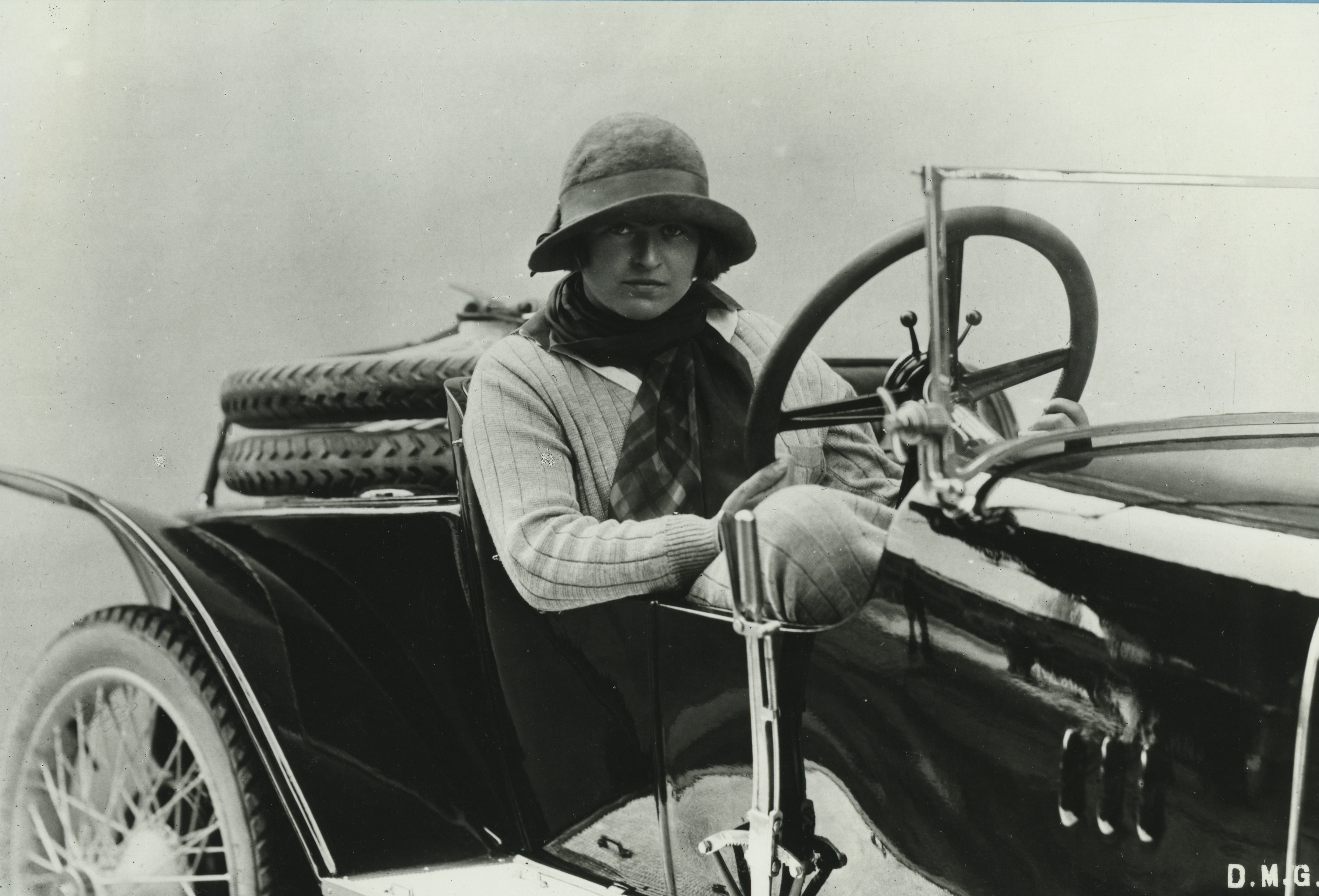
Ernes Merck im Rennwagen, um 1924